# Rombies-et-Marchipont
Rombies-et-Marchipont ist eine französische Gemeinde mit 745 Einwohnern (Stand: 1. Januar 2022) im Département Nord in der Region Hauts-de-France. Sie gehört zum Kanton Marly im Arrondissement Valenciennes und ist Mitglied im Gemeindeverband Valenciennes Métropole. Die Einwohner werden Rombinois genannt.

## Geographie
Die Gemeinde Rombies-et-Marchipont liegt an der Grenze zu Belgien, etwa acht Kilometer östlich von Valenciennes am Fluss Aunelle.
Umgeben wird Rombies-et-Marchipont von den Nachbargemeinden Quarouble im Norden, Honnelles (Belgien) im Osten, Sebourg im Süden, Estreux im Südwesten sowie Onnaing im Westen und Nordwesten.

## Geschichte
1806 wurden die Kommunen Rombies und Marchipont zusammengeschlossen.

### Bevölkerungsentwicklung
| Jahr                       | 1962 | 1968 | 1975 | 1982 | 1990 | 1999 | 2011 | 2021 |
| Einwohner                  | 514  | 484  | 463  | 575  | 613  | 569  | 773  | 750  |
| Quellen: Cassini und INSEE |      |      |      |      |      |      |      |      |

## Sehenswürdigkeiten
- Kirche Saint-Remy in Rombies aus dem 19. Jahrhundert
- Kirche Saint-Nicolas in Marchipont
- Kapelle Saint-Remy
- Kapelle L'Ecape aus dem 16. Jahrhundert
- Kapelle Saint-Roche aus dem Jahre 1849
- Kapelle des Siechenhauses (Maladrerie)
- Friedhofskapelle
- Kapelle Notre-Dame de Bon-Secours
- Britischer Militärfriedhof
- Wassermühle

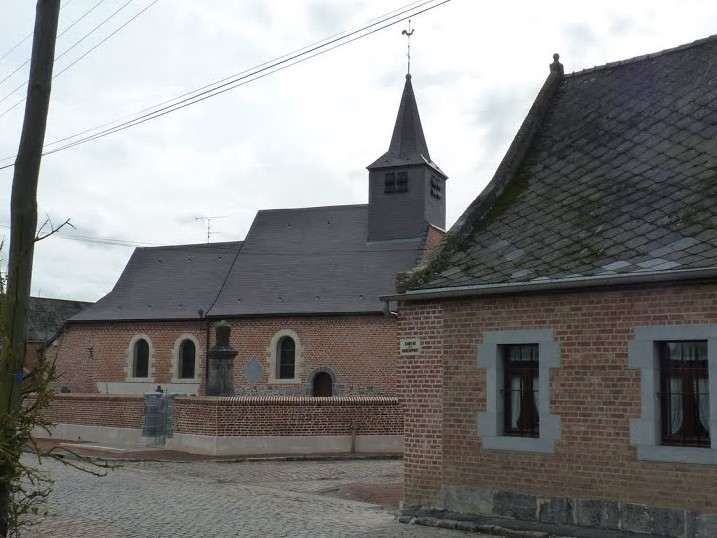
Kirche Saint-Nicolas
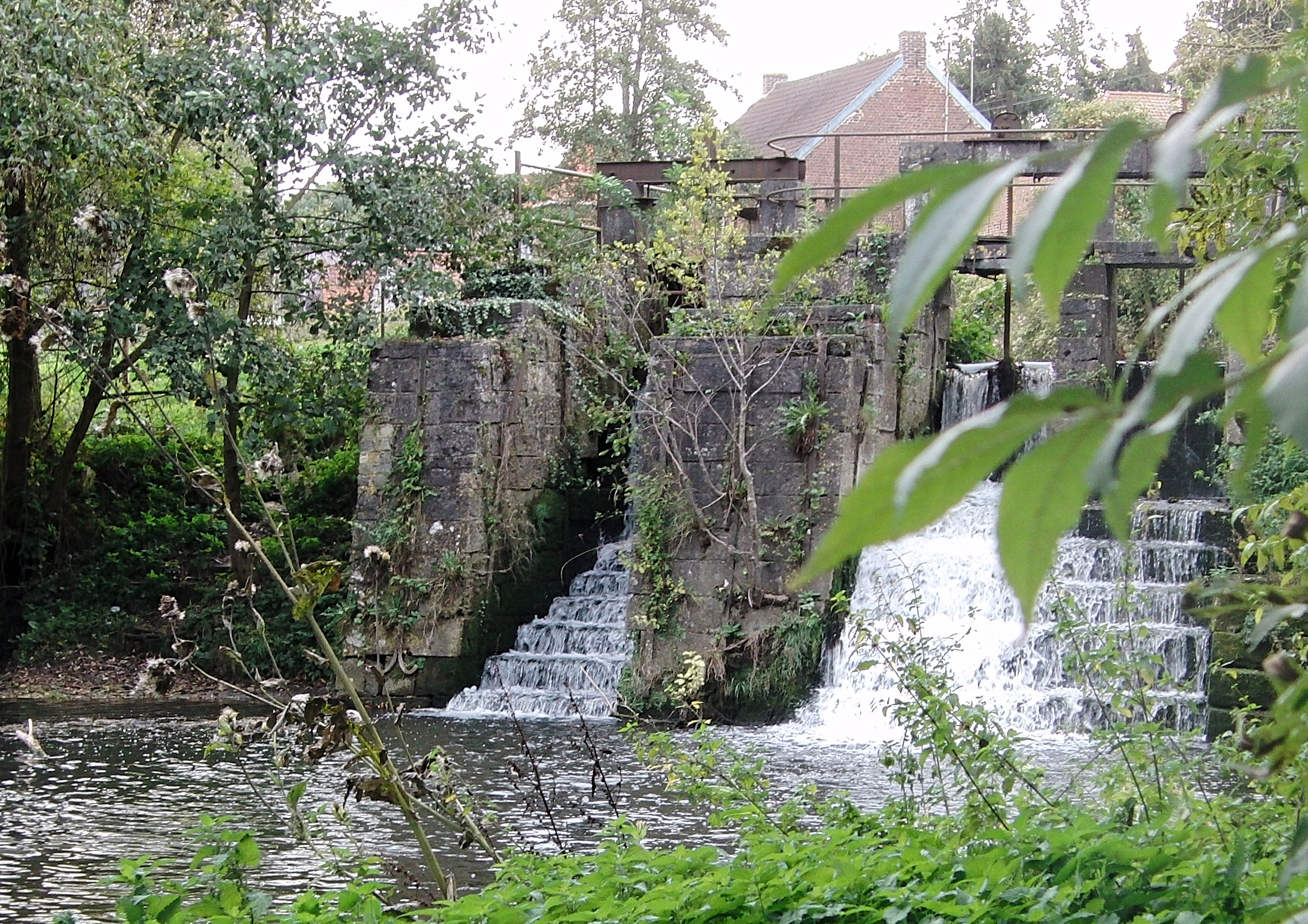
Wassermühle